# Downs (Kansas)
Downs é uma cidade localizada no estado americano de Kansas, no Condado de Osborne.

## Demografia
Segundo o censo americano de 2000, a sua população era de 1038 habitantes.
Em 2006, foi estimada uma população de 922, um decréscimo de 116 (-11.2%).

## Geografia
De acordo com o United States Census Bureau tem uma área de
2,9 km², dos quais 2,9 km² cobertos por terra e 0,0 km² cobertos por água.

## Localidades na vizinhança
O diagrama seguinte representa as localidades num raio de 24 km ao redor de Downs.